# Fors (Deux-Sèvres)
Fors é uma comuna francesa na região administrativa da Nova Aquitânia, no departamento de Deux-Sèvres. Estende-se por uma área de 18,82 km². Em 2010 a comuna tinha 1 857 habitantes (densidade: 98,7 hab./km²).